# Phaconeura froggatti
Phaconeura froggatti är en insektsart som beskrevs av George Willis Kirkaldy 1906. Phaconeura froggatti ingår i släktet Phaconeura och familjen Meenoplidae. Inga underarter finns listade i Catalogue of Life.